# Marketing responsabil social
Marketingul responsabil din punct de vedere social este o filosofie de marketing pe care orice companie ar trebui să o ia în considerare. Cu alte cuvinte, companiile ar trebui să se întrebe cum ar putea servi mai bine interesele societății, în prezent și pe termen lung.
Prezentare generală
Marketingul responsabil din punct de vedere social combate consumul excesiv și critică distrugerea mediului de către corporații. Este bazat pe ideea că ofertele pieței nu trebuie să aducă doar profit, ci trebuie să consolideze și valorile sociale și etice în beneficiul cetățenilor.
Ideea de marketing responsabil din punct de vedere social este uneori privită ca o prelungire a conceptului de Responsabilitate Socială Corporativă (CSR). Responsabilitatea Socială Corporativă este promovată ca un model de afaceri pentru a ajuta companiile să se auto-reglementeze, recunoscând că activitățile lor influențează o gamă largă de părți interesate, inclusiv publicul larg.  CSR-ul este structurată ca o  piramidă având la bază fiind economia, iar pe partea superioară având acțiunile  legale, etice și filantropice la. Pe ultimele două straturi ale piramidei CSR, adică cele privitoare la etică și filantropie, apar cele mai mari oportunități pentru marketingul responsabil din punct de vedere social. Prin urmare, ca cele două condiții privitoare la etică și filantropie să funcționeze este nevoie de o bază economică și juridică bine pusă la punct.

### Marketingul responsabil și etica din punct de vedere social
Marketingul responsabil din punct de vedere social este adesea discutat prin etică. Diferența este dată de faptul că noțiunea de etică are diferite definiții în afaceri, în societate și la nivel individual. Pentru a fi considerată etică, o afacere sau o societate nu trebuie să respecte neapărat regulile marketingului social responsabil.  Unii sunt de părere că pentru calificarea în marketingul responsabil din punct de vedere social trebuie să acționezi mai mult, nu doar să respecți regulile minime ale unei afaceri  responsabile din punct de vedere social.

### Importanța marketingului responsabil social
Marketingul responsabil social a apărut în urma efectului negativ al practicilor clasice de marketing, interesate doar de profit. Cele mai mari critici la adresa marketingului convențional sunt următoarele: 1) Metodele marketingului convențional rezultă prețuri ridicate. Datorită lanțului mare de intermediari din comerț, distribuția de mărfuri pentru consumatori costă foarte mult. Ca urmare, persoanele fizice plătesc taxe mai mari pentru bunurile și serviciile pe care le primesc. 2) Marketingul contemporan se bazează foarte mult pe publicitate și promovare agresivă. Pentru a compensa costurile, companiile ridică foarte mult prețurile. 3) Cea mai bună și frecventă unealtă utilizată în marketing este diferențierea produselor. Aceasta nu doar creează o valoare artificială a prețului ridicat, ci pune la îndoială modul în care sunt împachetate brandurile având un impact negativ asupra mediului. Prin urmare, marketingul responsabil din punct de vedere social respinge orice formă de marketing care se bazează pe reclamă, preț și împachetare necorespunzătoare, chiar dacă aparent care aparent respectă legile.
În plus, pe lângă câștigurile economice, marketingul exercită un impact semnificativ asupra valorilor societății. Reprezentanții marketingului responsabil din punct de vedere social afirmă că sistemul actual creează dorințe false în ceea ce privește nevoia de bunuri, încurajând oamenii să cumpere mai mult decât au nevoie, injectând constant dorința de a deține bunuri materiale, ajungându-se la o cheltuială excesivă. Prea multă obsesie asupra bunurilor materiale pe termen lung poate provoca daune societății. Profitul corporațiilor nu ar trebui să eclipseze buna stare a societății colective. Astfel, marketingul responsabil din punct de vedere social atrage atenția asupra "costurilor sociale", care sunt încorporate în comercializarea, vânzarea și consumul de bunuri private. Acesta solicită un sistem de marketing care contribuie la susținerea socială și de mediu, în timp ce produce profit pentru întreprinderi.

## Clasificări
Există mai multe concepte legate de marketing care se încadrează în marketingul responsabil din punct de vedere social,iar acestea includ următoarele: marketing social, cauza legată de marketing, marketing verde, calitatea vieții și responsabilitatea socială de a cumpăra.

### Marketingul iluminat
Filosofia marketingului iluminat se încadrează în conceptul de marketing responsabil din punct de vedere social. Marketingul iluminat susține ca marketingul unei companii ar trebui să sprijine cea mai bună performanță pe termen lung a sistemului de marketing. Acest concept conține cinci principii: marketing orientat spre consum, marketing inovator, marketing valoric, marketing cu sens și scop, marketing pentru societate. 
În marketingul orientat spre consum, compania "își organizează activitățile de marketing conform punctului de vedere al consumatorului." Activitățile de marketing se concentrează pe nevoile unui anumit set de utilizator.
Marketingul inovator afirmă că o companie trebuie să-și îmbunătățească în continuare produsele și eforturile de marketing, recunoscând că, dacă nu, riscă să-și pierdă afacerea în fața unui concurent care face asta.
Principiul marketingul valorii susține că o companie "ar trebui sa folosească o mare parte din resurse pentru a valorifica investițiile de marketing." O critică la adresa marketingului este concentrarea pe termen scurt în sensul promovărilor și îmbunătățirilor minore. Pe termen lung, marketingul valorii urmărește să creeze loialitate clienților prin adăugarea unei valori semnificative pentru consumatori.
Marketingul cu sens și scop sugerează că misiunea unei companii poate fi definită ca termeni sociali cuprinzători în contradicție cu termeni limitați de produs''. Această tehnica încadrează scopul afacerii într-o manieră în care organizația se poate sprijini pe un scop mai profund. 
Principiul de marketingului de societate cere companiei să ia în considerare interesul pe termen lung al consumatorilor, nevoile   companiei și societății pe termen lung.

## Beneficiile afacerilor
Practica marketingului responsabil din punct de vedere social are multe avantaje distincte pentru companiile care aleg să-l îmbrățișeze. 
Pentru avantajul financiar a companiilor, guvernul a introdus o serie de reduceri fiscale și alte beneficii pentru companii din mai multe industrii ca stimulentele să fie mai responsabile din punct de vedere social. De exemplu, scutiri de taxe și alte bonuri sunt oferite companiilor care își reduc emisiile de carbon și nivelurile de poluare, pentru implicarea lor în conștientizarea și responsabilitatea față de mediu.
Chiar și în cazurile în care beneficiile de acest gen nu sunt disponibile ca stimulent, pe termen lung companiile sunt interesate să se îndrepte spre un marketing mai responsabil din punct de vedere social și în interesul societății. Adoptând sistemul de marketing responsabil din punct de vedere social în detrimentul soluțiilor și metodelor dăunătoare societăților, compania poate elimina o mare parte din obstacolul care provine din viitorul sistem legislativ. Cu alte cuvinte, alegând de la început sistemul de marketing responsabil din punct de vedere social, compania oferă mai puține motive pentru ca guvernul să ceară taxe suplimentare și să pună restricții în plus de la început, ceea ce îi ajută pe termen lung.
În mod similar, responsabilitatea marketingului în societate ajută, asigurând că o companie care urmărește regulile nu numai că inspiră încredere în rândul clienților de bază, dar ajută și pentru menținerea companiei din orice fel de probleme în ceea ce privește problemele juridice și în termeni de relații publice.
De asemenea, clienții apreciază responsabilitatea socială și, ca rezultat, companiile pot obține afaceri și să le mențină cu mai multă ușurință. De exemplu, dacă o companie poate certifica produsul lor ca "verde", se poate obține un anumit avantaj competitiv față de concurență și mulți clienți vor fi mai dispuși să cumpere produsul lor decât un produs care nu a fost certificat ca fiind "verde" pentru că ei percep valoarea produsului să fie mai mare decât altele. Mai mult, aceste lucruri pot inspira un sentiment de încredere și bunăvoință pentru clienți și îi provoacă pe consumatorii  să se simtă mai bine cumpărând din nou produsul. Din punct de vedere social marketingul este ca o strategie de afaceri deoarece nu numai că se extinde baza de clienți, dar crește probabilitatea de a dezvolta loialitatea clienților făcându-i să cumpere din produsul lor pe viitor.